# Wielersport op de Olympische Zomerspelen 2024 – Keirin vrouwen
De keirin voor de vrouwen op de Olympische Zomerspelen 2024 vond plaats op woensdag 7 en donderdag 8 augustus in de Vélodrome de Saint-Quentin-en-Yvelines.

## Competitie format
Het toernooi van de keirin startte op woensdag 7 augustus met de kwalificatieronden. Deze bestonden uit vijf series met ieder zes rensters. Uit iedere serie gingen de beste twee rensters direct door naar de kwartfinales. De andere rensters kregen in de herkansingen de mogelijkheid om ook door te gaan naar de kwartfinales. Zodoende bestonden de herkansingen uit vier series met ieder vijf rensters. De beste twee rensters gingen eveneens door naar de kwartfinales die plaatsvonden op donderdag 8 augustus. Deze kwartfinales bestonden uit drie series met ieder zes rensters. De beste vier rensters van iedere serie gingen door naar de halve finale. Als volgt bestond de halve finale uit twee series; de beste drie van iedere serie gingen door naar de A-finale. Voor de andere drie rensters van beide series wachtte een plaats in de B-finale.

## Resultaten

### Eerste ronde
Heat 1
| Rang | Renner          | Land             | Tijdverschil |    |
| ---- | --------------- | ---------------- | ------------ | -- |
| 1    | Ellesse Andrews | Nieuw-Zeeland    |              | QF |
| 2    | Mathilde Gros   | Frankrijk        | +0.014       | QF |
| 3    | Katy Marchant   | Groot-Brittannië | +0.021       | R  |
| 4    | Daniela Gaxiola | Mexico           | +0.075       | R  |
| 5    | Urszula Łoś     | Polen            | +0.261       | R  |
| 6    | Ese Ukpeseraye  | Nigeria          | +2.129       | R  |

Heat 2
| Rang | Renner            | Land      | Tijdverschil |    |
| ---- | ----------------- | --------- | ------------ | -- |
| 1    | Hetty van de Wouw | Nederland |              | QF |
| 2    | Yuan Liying       | China     | +0.108       | QF |
| 3    | Miriam Vece       | Italië    | +0.236       | R  |
| 4    | Lauriane Genest   | Canada    | +0.236       | R  |
| 5    | Riyu Ohta         | Japan     | +0.381       | R  |
| 6    | Yuli Verdugo      | Mexico    | +0.381       | R  |

Heat 3
| Rang | Renner           | Land      | Tijdverschil |    |
| ---- | ---------------- | --------- | ------------ | -- |
| 1    | Emma Hinze       | Duitsland |              | QF |
| 2    | Guo Yufang       | China     | +0.087       | QF |
| 3    | Marlena Karwacka | Polen     | +0.087       | R  |
| 4    | Kristina Clonan  | Australië | +0.160       | R  |
| 5    | Julie Nicolaes   | België    | +0.204       | R  |
| 6    | Martha Bayona    | Colombia  | +0.266       | R  |

Heat 4
| Rang | Renner               | Land          | Tijdverschil |    |
| ---- | -------------------- | ------------- | ------------ | -- |
| 1    | Nicky Degrendele     | België        |              | QF |
| 2    | Mina Sato            | Japan         | +0.005       | QF |
| 3    | Steffie van der Peet | Nederland     | +0.108       | R  |
| 4    | Kelsey Mitchell      | Canada        | +0.172       | R  |
| 5    | Rebecca Petch        | Nieuw-Zeeland | +0.260       | R  |
| 6    | Chloe Moran          | Australië     | +1.065       | R  |

Heat 5
| Rang | Renner                       | Land             | Tijdverschil |    |
| ---- | ---------------------------- | ---------------- | ------------ | -- |
| 1    | Emma Finucane                | Groot-Brittannië |              | QF |
| 2    | Lea Friedrich                | Duitsland        | +0.087       | QF |
| 3    | Taky Marie-Divine Kouamé     | Frankrijk        | +0.631       | R  |
| 4    | Nurul Izzah Izzati Mohd Asri | Maleisië         | +0.729       | R  |
| 5    | Stefany Cuadrado             | Colombia         | +0.862       | R  |
| 6    | Sara Fiorin                  | Italië           | +0.960       | R  |

### Herkansingen
Heat 1
| Rang | Renner                       | Land             | Tijdverschil |    |
| ---- | ---------------------------- | ---------------- | ------------ | -- |
| 1    | Kelsey Mitchell              | Canada           |              | QF |
| 2    | Katy Marchant                | Groot-Brittannië | +0.014       | QF |
| 3    | Nurul Izzah Izzati Mohd Asri | Maleisië         | +0.041       |    |
| 4    | Martha Bayona                | Colombia         | +0.094       |    |
| 5    | Yuli Verdugo                 | Mexico           | +0.186       |    |

Heat 2
| Rang | Renner           | Land      | Tijdverschil |    |
| ---- | ---------------- | --------- | ------------ | -- |
| 1    | Kristina Clonan  | Australië |              | QF |
| 2    | Daniela Gaxiola  | Mexico    | +0.124       | QF |
| 3    | Miriam Vece      | Italië    | +0.180       |    |
| 4    | Stefany Cuadrado | Colombia  | +0.305       |    |
| 5    | Urszula Łoś      | Polen     | +0.971       |    |

Heat 3
| Rang | Renner           | Land          | Tijdverschil |    |
| ---- | ---------------- | ------------- | ------------ | -- |
| 1    | Lauriane Genest  | Canada        |              | QF |
| 2    | Rebecca Petch    | Nieuw-Zeeland | +0.042       | QF |
| 3    | Marlena Karwacka | Polen         | +0.338       |    |
| 4    | Chloe Moran      | Australië     | +0.367       |    |
| 5    | Sara Fiorin      | Italië        | +0.488       |    |

Heat 4
| Rang | Renner                   | Land      | Tijdverschil |    |
| ---- | ------------------------ | --------- | ------------ | -- |
| 1    | Riyu Ohta                | Japan     |              | QF |
| 2    | Steffie van der Peet     | Nederland | +0.028       | QF |
| 3    | Julie Nicolaes           | België    | +0.135       |    |
| 4    | Ese Ukpeseraye           | Nigeria   | +0.584       |    |
| 5    | Taky Marie-Divine Kouamé | Frankrijk | +0.589       |    |

### Kwartfinale
Heat 1
| Rang | Renner               | Land          | Tijdverschil |    |
| ---- | -------------------- | ------------- | ------------ | -- |
| 1    | Lea Friedrich        | Duitsland     |              | SF |
| 2    | Ellesse Andrews      | Nieuw-Zeeland | +0.020       | SF |
| 3    | Nicky Degrendele     | België        | +0.070       | SF |
| 4    | Steffie van der Peet | Nederland     | +0.127       | SF |
| 5    | Yuan Liying          | China         | +0.142       |    |
| 6    | Kristina Clonan      | Australië     | +0.249       |    |

Heat 2
| Rang | Renner            | Land             | Tijdverschil |    |
| ---- | ----------------- | ---------------- | ------------ | -- |
| 1    | Hetty van de Wouw | Nederland        |              | SF |
| 2    | Emma Finucane     | Groot-Brittannië | +0.020       | SF |
| 3    | Rebecca Petch     | Nieuw-Zeeland    | +0.105       | SF |
| 4    | Riyu Ohta         | Japan            | +0.222       | SF |
| 5    | Guo Yufang        | China            | +0.298       |    |
| 6    | Kelsey Mitchell   | Canada           | +0.341       |    |

Heat 3
| Rang | Renner          | Land             | Tijdverschil |    |
| ---- | --------------- | ---------------- | ------------ | -- |
| 1    | Mathilde Gros   | Frankrijk        |              | SF |
| 2    | Emma Hinze      | Duitsland        | +0.007       | SF |
| 3    | Katy Marchant   | Groot-Brittannië | +0.063       | SF |
| 4    | Daniela Gaxiola | Mexico           | +0.138       | SF |
| 5    | Mina Sato       | Japan            | +0.164       |    |
| 6    | Lauriane Genest | Canada           | +0.271       |    |

### Halve finale
Heat 1
| Rang | Renner               | Land             | Tijdverschil |    |
| ---- | -------------------- | ---------------- | ------------ | -- |
| 1    | Ellesse Andrews      | Nieuw-Zeeland    |              | FA |
| 2    | Daniela Gaxiola      | Mexico           | +0.104       | FA |
| 3    | Emma Finucane        | Groot-Brittannië | +0.157       | FA |
| 4    | Steffie van der Peet | Nederland        | +0.161       | FA |
| 5    | Rebecca Petch        | Nieuw-Zeeland    | +0.648       | FA |
| 6    | Lea Friedrich        | Duitsland        | +2.750       | FA |

Heat 2
| Rang | Renner            | Land             | Tijdverschil |    |
| ---- | ----------------- | ---------------- | ------------ | -- |
| 1    | Hetty van de Wouw | Nederland        |              | FA |
| 2    | Katy Marchant     | Groot-Brittannië | +0.056       | FA |
| 3    | Emma Hinze        | Duitsland        | +0.101       | FA |
| 4    | Nicky Degrendele  | België           | +0.114       | FA |
| 5    | Mathilde Gros     | Frankrijk        | +0.301       | FA |
| 6    | Riyu Ohta         | Japan            | +0.592       | FA |

## Resultaten finales
| rang     | naam                 | land             | tijdsverschil |
| -------- | -------------------- | ---------------- | ------------- |
| A-Finale |                      |                  |               |
| Goud     | Ellesse Andrews      | Nieuw-Zeeland    | 10,744        |
| Zilver   | Hetty van de Wouw    | Nederland        | + 0,062       |
| Brons    | Emma Finucane        | Groot-Brittannië | + 0,092       |
| 4        | Katy Marchant        | Groot-Brittannië | + 0,181       |
| 5        | Emma Hinze           | Duitsland        | + 0,280       |
| 6        | Daniela Gaxiola      | Mexico           | + 0,457       |
| B-finale |                      |                  |               |
| 7        | Lea Sophie Friedrich | Duitsland        | 10,761        |
| 8        | Mathilde Gros        | Frankrijk        | + 0,087       |
| 9        | Riyu Ohta            | Japan            | + 0,144       |
| 10       | Steffie van der Peet | Nederland        | + 0,167       |
| 11       | Nicky Degrendele     | België           | + 0,202       |
| 12       | Rebecca Petch        | Nieuw-Zeeland    | + 0,712       |

2012: Victoria Pendleton · 
2016: Elis Ligtlee · 
2020: Shanne Braspennincx · 
2024: Ellesse Andrews